# Lista de personagens de His Dark Materials e The Book of Dust
Essa é uma lista dos personagens de Fronteiras do Universo e O Livro das Sombras, séries de livros de fantasia escritos por Philip Pullman.

## Introduzidos emA Bússola de Ouro

### Lyra Belacqua
Lyra Belacqua, mais tarde conhecida como Lyra da Língua Mágica, é a protagonista de Fronteiras do Universo e uma peça chave de O Livro das Sombras. É uma menina que habita um universo paralelo ao nosso. Ela é filha de Lorde Asriel e Marisa Coulter. Cresceu na Faculdade Jordan, Oxford, mas teve que entrar em uma guerra cósmica entre os anjos rebeldes e A Autoridade. Ela consegue ler o aletiômetro (ela é uma aletiômetrista). No terceiro livro da saga, um amor proibido desperta dentro dela para com Will que corresponde aos seus sentimentos. No entanto, como nasceram em mundos diferentes estão condenados a nunca poderem ficar verdadeiramente juntos e por isso são obrigados a desistir da sua própria felicidade.
No filme A Bússola de Ouro, uma adaptação do primeiro livro. Lyra é interpretada pela Dakota Blue Richards, que venceu 10.000 outros candidatos ao filme.
Na série de TV "Fronteiras do Universo" é interpretada pela atriz Dafne Keen.

## Will Parry
Will Parry é o filho de John Parry, um explorador, e Elaine Parry, uma mulher que sofre de problemas mentais incluindo transtorno obsessivo-compulsivo e esquizofrenia. Will se torna a companhia e eventualmente o namorado de Lyra, e também o portador da Faca Sutil depois de vencer um luta na Torre Degli Angeli, em que perde dois dedos de sua mão. Apaixona-se por Lyra e esta por ele, no entanto o amor deles é impossível, por terem nascido em universos diferentes e são obrigados a se separarem.
Na série de TV é interpretada pela atriz Amir Wilson.

## Lorde Asriel
Lorde Asriel é um membro da aristocracia inglesa em um universo paralelo dominado pela igreja. É o pai de Lyra depois de seu relacionamento amoroso com Marisa Coulter. No 3º livro, comandou um exército que lutou contra a Autoridade.
Daniel Craig interpretou Lorde Asriel na adaptação cinematográfica de 2007, A Bússola de Ouro.
James McAvoy interpreta Asriel na série de televisão His Dark Materials.

## Marisa Coulter
Marisa Coulter é a dirigente de um facção da igreja chama Conselho Geral de Oblação (também conhecido como "Gobblers" entre os Gípcios e os meninos de rua). Sobre o controle da Sra. Coulter, o Conselho Geral de Oblação seqüestra as crianças para usá-las como "ratos de laboratório" para seus experimentos em Bolvangar. O Conselho Geral de Oblação acha que se cortarem o daemon de uma criança ela será prevenida do pecado. Ela é a verdadeira mãe de Lyra e seu relacionamento amoroso com Lorde Asriel.
Patricia Hodge interpretou Marisa Coulter na primeira peça do Teatro Nacional, e Lesley Manville interpretou a segunda.
Nicole Kidman interpretou Marisa Coulter na adaptação para o cinema, o filme de 2007 The Golden Compass.
Ruth Wilson interpreta a Sra. Coulter na série de televisão His Dark Materials.